# Закон Финляндии об именах
Закон Финляндии об именах и фамилиях (фин. Etu- ja sukunimilaki) — закон, устанавливающий правила использования личных имён в Финляндии. Регулируются имена и фамилии. Определяется, какие персоналии какие имена могут получить и какие имена могут сохраняться внутри семьи.
Первый закон об именах был введён после независимости Финляндии в 1920 году. Последние изменения были внесены в 2022 году (вступили в силу 1.1.2023), эти изменения регулируют процедуру присвоения и изменения имени. Так, родители в Финляндии, могут выбрать имя из списка финских имён. Или заказать справку о желаемом имени, насколько оно соответствует действующему закону об именах.

## Разрешённое наименование

### Финское имя
Каждый человек в Финляндии обязан иметь имя, если вы будете утверждать, что у вас нет имени, то вы нарушаете Закон.
Имен у человека может быть четыре. Именем не может быть слово, типичное для фамилии. Если имя нетипично для Финляндии, то условием его использования может быть то, что не менее пяти живых человек в Финляндии, зарегистрированные в системе учета народонаселения, и имеющие один пол, уже имеют такое имя (характерно для приехавших иммигрантов). В одной семье у детей не может быть одинаковое первое имя.

### Финская фамилия
Каждый человек в Финляндии обязан иметь фамилию.
Запрещено объединять более двух фамилий. Запрещено передавать фамилию бывшего супруга (супруги) новому избраннику (избраннице). Дети в одной семье должны иметь одну фамилию. Запрещено выбирать фамилию, которая известна или нужно доказать, что она использовалась предками до пятого поколения. Запрещено брать фамилию, которая похожа на бренд, торговую марку или название компании.

## Историческая справка
Исторически фамилия была частью пробуждения финской национальной идеи. С 1920 до 1990 годов, финские имена обязательно должны были соответствовать традиционной финской практике именования. С 1945 по 2022 в Финляндии можно было иметь не более трех имен.
Когда в конце XIX веке выяснилось, что не у всех финов есть финские фамилии, то начался процесс присвоения и замены шведских, карельских и русских фамилий на финские. Финская фамилия считалась признаком независимого члена нации.